# Liste der Nummer-eins-Hits in den Niederlanden (2011)
Dies ist eine Liste der Nummer-eins-Hits in den Niederlanden im Jahr 2011. Sie basiert auf den Nederlandse-Top-40-Singlecharts von Radio 538 und den von der GfK ermittelten Dutch Album Top 100.
In diesem Jahr gab es 13 Nummer-eins-Singles und 22 Nummer-eins-Alben.

## Singles
| ← 2010 ← | Liste der Nummer-eins-Hits in den Niederlanden | Liste der Nummer-eins-Hits in den Niederlanden | Liste der Nummer-eins-Hits in den Niederlanden                                                                                  | 2012 →                    |
| \| Zeitraum \| Wo. ges. \| Interpret \| Titel Autor(en) \| Zusätzliche Informationen \| \| (Zeitraum, Wochen auf Platz eins, Interpret, Titel, Autor[en], zusätzliche Informationen) \| \| \| \| \| \| ----------------------------------------------------------------------------------------- \| -------- \| ------------------------------------- \| ------------------------------------------------------------------------------------------------------------------------------- \| ------------------------- \| \| 1. Januar 2011 – 28. Januar 2011 4 Wochen \| 4 \| Martin Solveig & Dragonette \| Hello Martin Solveig, Martina Sorbara \| – \| \| 29. Januar 2011 – 25. Februar 2011 4 Wochen (insgesamt 7) \| 7 \| Adele \| Rolling in the Deep Paul Richard Epworth, Adele Laurie Blue Adkins \| – \| \| 26. Februar 2011 – 11. März 2011 2 Wochen \| 2 \| Lady Gaga \| Born This Way Fernando Garibay, Paul Edward Blair, Stefani Germanotta, Jeppe Breum Laursen \| – \| \| 12. März 2011 – 1. April 2011 3 Wochen (insgesamt 7) \| 7 \| Adele \| Rolling in the Deep Paul Richard Epworth, Adele Laurie Blue Adkins \| – \| \| 2. April 2011 – 8. April 2011 1 Woche \| 1 \| Adele \| Set Fire to the Rain Fraser Lance Thorneycroft Smith, Adele Laurie Blue Adkins \| – \| \| 9. April 2011 – 17. Juni 2011 10 Wochen \| 10 \| Alexis Jordan \| Happiness Joel Thomas Zimmerman, Tor Erik Hermansen, Mikkel Storleer Eriksen, Autumn Rowe \| – \| \| 18. Juni 2011 – 1. Juli 2011 2 Wochen \| 2 \| Pitbull feat. Ne-Yo, Afrojack & Nayer \| Give Me Everything Nick van de Wall, Armando Christian Pérez, Shaffer Smith \| – \| \| 2. Juli 2011 – 29. Juli 2011 4 Wochen \| 4 \| Sak Noel \| Loca People (La gente está muy loca) Isaac Mahmood Noell \| – \| \| 30. Juli 2011 – 16. September 2011 7 Wochen \| 7 \| Lucenzo feat. Don Omar \| Danza Kuduro William Omar Landron Rivera, Fabrice Cyril Toigo, Philippe Louis de Oliveira, Faouzi Barkati, Ali Fitzgerald Moore \| – \| \| 17. September 2011 – 7. Oktober 2011 3 Wochen \| 3 \| Maroon 5 feat. Christina Aguilera \| Moves Like Jagger Benjamin Joseph Levin, Ammar Malik, Karl Johan Schuster, Adam Noah Levine \| – \| \| 8. Oktober 2011 – 14. Oktober 2011 1 Woche \| 1 \| The Voice of Holland \| One Thousand Voices Hiten Bharadia, Tjeerd Oosterhuis, Alfred Dale Tuohey, Klaus Ulrich Derendorf \| – \| \| 15. Oktober 2011 – 4. November 2011 3 Wochen (insgesamt 5) \| 5 \| Gotye feat. Kimbra \| Somebody That I Used to Know Walter Andre E. De Backer, Luiz Bonfá \| – \| \| 5. November 2011 – 2. Dezember 2011 4 Wochen (insgesamt 6) \| 6 \| Gers Pardoel \| Ik neem je mee Musik: Ricardo de Rooy, Sergio M. van Gonter; Text: Gerwin Pardoel, Sergio M. van Gonter \| – \| \| 3. Dezember 2011 – 16. Dezember 2011 2 Wochen (insgesamt 5) \| 5 \| Gotye feat. Kimbra \| Somebody That I Used to Know Walter Andre E. De Backer, Luiz Bonfá \| – \| \| 17. Dezember 2011 – 30. Dezember 2011 2 Wochen (insgesamt 6) \| 6 \| Gers Pardoel \| Ik neem je mee Musik: Ricardo de Rooy, Sergio M. van Gonter; Text: Gerwin Pardoel, Sergio M. van Gonter \| – \| \| 31. Dezember 2011 – 6. Januar 2012 1 Woche \| 1 \| Sandro Silva & Quintino \| Epic Musik: Maarten M. Vorwerk, Quinten van den Berg; Text: Shandro Silva Jahangier \| – \| |                                                |                                                | |                           |
| ← 2010 |                                                |                                                | | → 2012 →                  |
| Zeitraum | Wo. ges.                                       | Interpret                                      | Titel Autor(en) | Zusätzliche Informationen |
| (Zeitraum, Wochen auf Platz eins, Interpret, Titel, Autor[en], zusätzliche Informationen) |                                                |                                                | |                           |
| 1. Januar 2011 – 28. Januar 2011 4 Wochen | 4                                              | Martin Solveig & Dragonette                    | Hello Martin Solveig, Martina Sorbara                                                                                           | –                         |
| 29. Januar 2011 – 25. Februar 2011 4 Wochen (insgesamt 7) | 7                                              | Adele                                          | Rolling in the Deep Paul Richard Epworth, Adele Laurie Blue Adkins                                                              | –                         |
| 26. Februar 2011 – 11. März 2011 2 Wochen | 2                                              | Lady Gaga                                      | Born This Way Fernando Garibay, Paul Edward Blair, Stefani Germanotta, Jeppe Breum Laursen                                      | –                         |
| 12. März 2011 – 1. April 2011 3 Wochen (insgesamt 7) | 7                                              | Adele                                          | Rolling in the Deep Paul Richard Epworth, Adele Laurie Blue Adkins                                                              | –                         |
| 2. April 2011 – 8. April 2011 1 Woche | 1                                              | Adele                                          | Set Fire to the Rain Fraser Lance Thorneycroft Smith, Adele Laurie Blue Adkins                                                  | –                         |
| 9. April 2011 – 17. Juni 2011 10 Wochen | 10                                             | Alexis Jordan                                  | Happiness Joel Thomas Zimmerman, Tor Erik Hermansen, Mikkel Storleer Eriksen, Autumn Rowe                                       | –                         |
| 18. Juni 2011 – 1. Juli 2011 2 Wochen | 2                                              | Pitbull feat. Ne-Yo, Afrojack & Nayer          | Give Me Everything Nick van de Wall, Armando Christian Pérez, Shaffer Smith                                                     | –                         |
| 2. Juli 2011 – 29. Juli 2011 4 Wochen | 4                                              | Sak Noel                                       | Loca People (La gente está muy loca) Isaac Mahmood Noell                                                                        | –                         |
| 30. Juli 2011 – 16. September 2011 7 Wochen | 7                                              | Lucenzo feat. Don Omar                         | Danza Kuduro William Omar Landron Rivera, Fabrice Cyril Toigo, Philippe Louis de Oliveira, Faouzi Barkati, Ali Fitzgerald Moore | –                         |
| 17. September 2011 – 7. Oktober 2011 3 Wochen | 3                                              | Maroon 5 feat. Christina Aguilera              | Moves Like Jagger Benjamin Joseph Levin, Ammar Malik, Karl Johan Schuster, Adam Noah Levine                                     | –                         |
| 8. Oktober 2011 – 14. Oktober 2011 1 Woche | 1                                              | The Voice of Holland                           | One Thousand Voices Hiten Bharadia, Tjeerd Oosterhuis, Alfred Dale Tuohey, Klaus Ulrich Derendorf                               | –                         |
| 15. Oktober 2011 – 4. November 2011 3 Wochen (insgesamt 5) | 5                                              | Gotye feat. Kimbra                             | Somebody That I Used to Know Walter Andre E. De Backer, Luiz Bonfá                                                              | –                         |
| 5. November 2011 – 2. Dezember 2011 4 Wochen (insgesamt 6) | 6                                              | Gers Pardoel                                   | Ik neem je mee Musik: Ricardo de Rooy, Sergio M. van Gonter; Text: Gerwin Pardoel, Sergio M. van Gonter                         | –                         |
| 3. Dezember 2011 – 16. Dezember 2011 2 Wochen (insgesamt 5) | 5                                              | Gotye feat. Kimbra                             | Somebody That I Used to Know Walter Andre E. De Backer, Luiz Bonfá                                                              | –                         |
| 17. Dezember 2011 – 30. Dezember 2011 2 Wochen (insgesamt 6) | 6                                              | Gers Pardoel                                   | Ik neem je mee Musik: Ricardo de Rooy, Sergio M. van Gonter; Text: Gerwin Pardoel, Sergio M. van Gonter                         | –                         |
| 31. Dezember 2011 – 6. Januar 2012 1 Woche | 1                                              | Sandro Silva & Quintino                        | Epic Musik: Maarten M. Vorwerk, Quinten van den Berg; Text: Shandro Silva Jahangier                                             | –                         |

## Alben
| ← 2010 ← | Liste der Nummer-eins-Hits in den Niederlanden | Liste der Nummer-eins-Hits in den Niederlanden | Liste der Nummer-eins-Hits in den Niederlanden | 2012 →                    |
| \| Zeitraum \| Wo. ges. \| Interpret \| Titel \| Zusätzliche Informationen \| \| (Zeitraum, Wochen auf Platz eins, Interpret, Titel, zusätzliche Informationen) \| \| \| \| \| \| ------------------------------------------------------------------------------ \| -------- \| ------------------------------- \| ---------------------------------------------- \| ------------------------- \| \| 1. Januar 2011 – 7. Januar 2011 1 Woche (insgesamt 30) \| 30 \| Caro Emerald \| Deleted Scenes from the Cutting Room Floor \| – \| \| 8. Januar 2011 – 14. Januar 2011 1 Woche \| 1 \| Los Angeles: The Voices \| Los Angeles \| – \| \| 15. Januar 2011 – 21. Januar 2011 1 Woche (insgesamt 5) \| 5 \| Marco Borsato \| Dromen durven delen \| – \| \| 22. Januar 2011 – 28. Januar 2011 1 Woche \| 1 \| Bruno Mars \| Doo-Wops & Hooligans \| – \| \| 29. Januar 2011 – 4. März 2011 5 Wochen (insgesamt 31) \| 31 \| Adele \| 21 \| – \| \| 5. März 2011 – 11. März 2011 1 Woche \| 1 \| Bløf \| Alles blijft anders \| – \| \| 12. März 2011 – 29. April 2011 7 Wochen (insgesamt 31) \| 31 \| Adele \| 21 \| – \| \| 30. April 2011 – 6. Mai 2011 1 Woche \| 1 \| Ben Saunders \| You Thought You Knew Me By Now \| – \| \| 7. Mai 2011 – 20. Mai 2011 2 Wochen (insgesamt 31) \| 31 \| Adele \| 21 \| – \| \| 21. Mai 2011 – 27. Mai 2011 1 Woche \| 1 \| Guus Meeuwis \| Armen open \| – \| \| 28. Mai 2011 – 3. Juni 2011 1 Woche \| 1 \| Anouk \| To Get Her Together \| – \| \| 4. Juni 2011 – 5. August 2011 9 Wochen (insgesamt 31) \| 31 \| Adele \| 21 \| – \| \| 6. August 2011 – 12. August 2011 1 Woche (insgesamt 15) \| 15 \| Amy Winehouse \| Back to Black \| – \| \| 13. August 2011 – 2. September 2011 3 Wochen (insgesamt 31) \| 31 \| Adele \| 21 \| – \| \| 3. September 2011 – 9. September 2011 1 Woche \| 1 \| Red Hot Chili Peppers \| I’m with You \| – \| \| 10. September 2011 – 16. September 2011 1 Woche \| 1 \| Jeroen – Gerard – Gordon – René \| Toppers in Concert 2011 \| – \| \| 17. September 2011 – 23. September 2011 1 Woche (insgesamt 31) \| 31 \| Adele \| 21 \| – \| \| 24. September 2011 – 30. September 2011 1 Woche \| 1 \| SuperHeavy \| SuperHeavy \| – \| \| 1. Oktober 2011 – 7. Oktober 2011 1 Woche \| 1 \| De Dijk \| Scherp de zeis \| – \| \| 8. Oktober 2011 – 28. Oktober 2011 3 Wochen (insgesamt 31) \| 31 \| Adele \| 21 \| – \| \| 29. Oktober 2011 – 4. November 2011 1 Woche \| 1 \| Coldplay \| Mylo Xyloto \| – \| \| 5. November 2011 – 11. November 2011 1 Woche \| 1 \| Frans Bauer \| Gloednieuw \| – \| \| 12. November 2011 – 18. November 2011 1 Woche \| 1 \| Los Angeles: The Voices \| Los Angeles the Voices II - Because We Believe \| – \| \| 19. November 2011 – 25. November 2011 1 Woche \| 1 \| Snow Patrol \| Fallen Empires \| – \| \| 26. November 2011 – 2. Dezember 2011 1 Woche \| 1 \| K3 \| Eyo! \| – \| \| 3. Dezember 2011 – 9. Dezember 2011 1 Woche \| 1 \| Nick & Simon \| Symphonica in rosso \| – \| \| 10. Dezember 2011 – 16. Dezember 2011 1 Woche \| 1 \| Amy Winehouse \| Lioness: Hidden Treasures \| – \| \| 17. Dezember 2011 – 6. Januar 2012 3 Wochen (insgesamt 14) \| 14 \| Michael Bublé \| Christmas \| – \| |                                                |                                                |                                                |                           |
| ← 2010 |                                                |                                                |                                                | → 2012 →                  |
| Zeitraum | Wo. ges.                                       | Interpret                                      | Titel                                          | Zusätzliche Informationen |
| (Zeitraum, Wochen auf Platz eins, Interpret, Titel, zusätzliche Informationen) |                                                |                                                |                                                |                           |
| 1. Januar 2011 – 7. Januar 2011 1 Woche (insgesamt 30) | 30                                             | Caro Emerald                                   | Deleted Scenes from the Cutting Room Floor     | –                         |
| 8. Januar 2011 – 14. Januar 2011 1 Woche | 1                                              | Los Angeles: The Voices                        | Los Angeles                                    | –                         |
| 15. Januar 2011 – 21. Januar 2011 1 Woche (insgesamt 5) | 5                                              | Marco Borsato                                  | Dromen durven delen                            | –                         |
| 22. Januar 2011 – 28. Januar 2011 1 Woche | 1                                              | Bruno Mars                                     | Doo-Wops & Hooligans                           | –                         |
| 29. Januar 2011 – 4. März 2011 5 Wochen (insgesamt 31) | 31                                             | Adele                                          | 21                                             | –                         |
| 5. März 2011 – 11. März 2011 1 Woche | 1                                              | Bløf                                           | Alles blijft anders                            | –                         |
| 12. März 2011 – 29. April 2011 7 Wochen (insgesamt 31) | 31                                             | Adele                                          | 21                                             | –                         |
| 30. April 2011 – 6. Mai 2011 1 Woche | 1                                              | Ben Saunders                                   | You Thought You Knew Me By Now                 | –                         |
| 7. Mai 2011 – 20. Mai 2011 2 Wochen (insgesamt 31) | 31                                             | Adele                                          | 21                                             | –                         |
| 21. Mai 2011 – 27. Mai 2011 1 Woche | 1                                              | Guus Meeuwis                                   | Armen open                                     | –                         |
| 28. Mai 2011 – 3. Juni 2011 1 Woche | 1                                              | Anouk                                          | To Get Her Together                            | –                         |
| 4. Juni 2011 – 5. August 2011 9 Wochen (insgesamt 31) | 31                                             | Adele                                          | 21                                             | –                         |
| 6. August 2011 – 12. August 2011 1 Woche (insgesamt 15) | 15                                             | Amy Winehouse                                  | Back to Black                                  | –                         |
| 13. August 2011 – 2. September 2011 3 Wochen (insgesamt 31) | 31                                             | Adele                                          | 21                                             | –                         |
| 3. September 2011 – 9. September 2011 1 Woche | 1                                              | Red Hot Chili Peppers                          | I’m with You                                   | –                         |
| 10. September 2011 – 16. September 2011 1 Woche | 1                                              | Jeroen – Gerard – Gordon – René                | Toppers in Concert 2011                        | –                         |
| 17. September 2011 – 23. September 2011 1 Woche (insgesamt 31) | 31                                             | Adele                                          | 21                                             | –                         |
| 24. September 2011 – 30. September 2011 1 Woche | 1                                              | SuperHeavy                                     | SuperHeavy                                     | –                         |
| 1. Oktober 2011 – 7. Oktober 2011 1 Woche | 1                                              | De Dijk                                        | Scherp de zeis                                 | –                         |
| 8. Oktober 2011 – 28. Oktober 2011 3 Wochen (insgesamt 31) | 31                                             | Adele                                          | 21                                             | –                         |
| 29. Oktober 2011 – 4. November 2011 1 Woche | 1                                              | Coldplay                                       | Mylo Xyloto                                    | –                         |
| 5. November 2011 – 11. November 2011 1 Woche | 1                                              | Frans Bauer                                    | Gloednieuw                                     | –                         |
| 12. November 2011 – 18. November 2011 1 Woche | 1                                              | Los Angeles: The Voices                        | Los Angeles the Voices II - Because We Believe | –                         |
| 19. November 2011 – 25. November 2011 1 Woche | 1                                              | Snow Patrol                                    | Fallen Empires                                 | –                         |
| 26. November 2011 – 2. Dezember 2011 1 Woche | 1                                              | K3                                             | Eyo!                                           | –                         |
| 3. Dezember 2011 – 9. Dezember 2011 1 Woche | 1                                              | Nick & Simon                                   | Symphonica in rosso                            | –                         |
| 10. Dezember 2011 – 16. Dezember 2011 1 Woche | 1                                              | Amy Winehouse                                  | Lioness: Hidden Treasures                      | –                         |
| 17. Dezember 2011 – 6. Januar 2012 3 Wochen (insgesamt 14) | 14                                             | Michael Bublé                                  | Christmas                                      | –                         |

## Jahreshitparaden
| ← 2010 ← | Liste der Nummer-eins-Hits in den Niederlanden | Liste der Nummer-eins-Hits in den Niederlanden          | Liste der Nummer-eins-Hits in den Niederlanden | 2012 →   |
| \| Singles \| Position# \| Alben \| \| ------------------------------------------------------------------------------------------------------------------------------------ \| --------- \| ------------------------------------------------------- \| \| Happiness Alexis Jordan Joel Thomas Zimmerman, Tor Erik Hermansen, Mikkel Storleer Eriksen, Autumn Rowe \| 1 \| 21 Adele \| \| Rolling in the Deep Adele Paul Richard Epworth, Adele Laurie Blue Adkins \| 2 \| To Get Her Together Anouk \| \| Moves Like Jagger Maroon 5 feat. Christina Aguilera Benjamin Joseph Levin, Ammar Malik, Karl Johan Schuster, Adam Noah Levine \| 3 \| Mylo Xyloto Coldplay \| \| Set Fire to the Rain Adele Fraser Lance Thorneycroft Smith, Adele Laurie Blue Adkins \| 4 \| Deleted Scenes from the Cutting Room Floor Caro Emerald \| \| Somebody That I Used to Know Gotye feat. Kimbra Walter Andre E. De Backer, Luiz Bonfá \| 5 \| Doo-Wops & Hooligans Bruno Mars \| \| Give Me Everything Pitbull feat. Ne-Yo, Afrojack & Nayer Nick van de Wall, Armando Christian Pérez, Shaffer Smith \| 6 \| Symphonica in rosso Nick & Simon \| \| Someone like You Adele Adele Laurie Blue Adkins, Daniel D. Wilson \| 7 \| Christmas Michael Bublé \| \| Mr. Saxobeat Alexandra Stan Andrei Nemirschi, Vasile Marcel Prodan \| 8 \| Armen open Guus Meeuwis \| \| Grenade Bruno Mars Claude Kelly, Peter Gene Hernandez, Christopher Steven Brown, Philip Martin Lawrence II, Ari Levine, Andrew Wyatt \| 9 \| Live at the Royal Albert Hall Adele \| \| Titanium David Guetta feat. Sia Musik: David Guetta, Giorgio Hesdey Tuinfort, Nick L. van de Wall; Text: Sia Kate Furler \| 10 \| One Night Only Glennis Grace \| |                                                |                                                         |                                                |          |
| ← 2010 |                                                |                                                         |                                                | → 2012 → |
| Singles | Position#                                      | Alben                                                   |                                                |          |
| Happiness Alexis Jordan Joel Thomas Zimmerman, Tor Erik Hermansen, Mikkel Storleer Eriksen, Autumn Rowe | 1                                              | 21 Adele                                                |                                                |          |
| Rolling in the Deep Adele Paul Richard Epworth, Adele Laurie Blue Adkins | 2                                              | To Get Her Together Anouk                               |                                                |          |
| Moves Like Jagger Maroon 5 feat. Christina Aguilera Benjamin Joseph Levin, Ammar Malik, Karl Johan Schuster, Adam Noah Levine | 3                                              | Mylo Xyloto Coldplay                                    |                                                |          |
| Set Fire to the Rain Adele Fraser Lance Thorneycroft Smith, Adele Laurie Blue Adkins | 4                                              | Deleted Scenes from the Cutting Room Floor Caro Emerald |                                                |          |
| Somebody That I Used to Know Gotye feat. Kimbra Walter Andre E. De Backer, Luiz Bonfá | 5                                              | Doo-Wops & Hooligans Bruno Mars                         |                                                |          |
| Give Me Everything Pitbull feat. Ne-Yo, Afrojack & Nayer Nick van de Wall, Armando Christian Pérez, Shaffer Smith | 6                                              | Symphonica in rosso Nick & Simon                        |                                                |          |
| Someone like You Adele Adele Laurie Blue Adkins, Daniel D. Wilson | 7                                              | Christmas Michael Bublé                                 |                                                |          |
| Mr. Saxobeat Alexandra Stan Andrei Nemirschi, Vasile Marcel Prodan | 8                                              | Armen open Guus Meeuwis                                 |                                                |          |
| Grenade Bruno Mars Claude Kelly, Peter Gene Hernandez, Christopher Steven Brown, Philip Martin Lawrence II, Ari Levine, Andrew Wyatt | 9                                              | Live at the Royal Albert Hall Adele                     |                                                |          |
| Titanium David Guetta feat. Sia Musik: David Guetta, Giorgio Hesdey Tuinfort, Nick L. van de Wall; Text: Sia Kate Furler | 10                                             | One Night Only Glennis Grace                            |                                                |          |